# جوليان هنري لوينفيلد
جوليان هنري لوينفيلد (مواليد 7 يونيو 1963) (بالإنجليزية: Julian Henry Lowenfeld)‏، هو شاعر وكاتب مسرحي ومترجم ومحامي أمريكي، حائز على عدة جوائز، اشتهر بترجماته لشعر ألكسندر بوشكين إلى اللغة الإنجليزية.

## مسيرته
ولد لوينفيلد في واشنطن العاصمة، والده «أندرياس لوينفيلد» ألماني-يهودي، يعمل أستاذا للقانون الدولي بجامعة نيويورك.
كان جده رافائيل لوينفيلد مراسلا لصحيفة (Berliner Tagesblatt) في سانت بطرسبورغ، وأول من ترجم أعمال ليو تولستوي إلى اللغة الألمانية.
درس لوينفيلد الأدب الروسي في جامعة هارفارد، وعمل في الدراسات العليا في جامعة سانت بطرسبرغ، ثم حصل على شهادة في القانون من جامعة نيويورك.
يُترجم لوينفيلد من 8 لغات، بما فيها الروسية والألمانية والإسبانية والفرنسية والإيطالية واللاتينية.
تلقت ترجمة لوينفيلد لألكسندر بوشكين ملاحظات إيجابية، حيث اعتبرت أحسن ترجمة.